# Гейнскин, Иоганн
Иоганн (Яган Христианович) Гейнскин (нем. Heinske, Henskin) (писался также Генскин, Гейнскен, Геншхин) — военачальник, генерал-поручик армии Петра I (1707), участник Северной войны.

## Биография
Служил в саксонской армии полковником кирасирского полка А. Г. Штейнау, в период Гродненской операции в октябре/ноябре 1705 года с согласия своего курфюрста и польского короля Августа II перешёл на русскую службу в чине генерал-майора, получил в командование драгунский полк (будущий Санкт-Петербургский), сражался при Калише (1706). 
С 1707 года — генерал-поручик кавалерии. Отличился во время Полтавской кампании смелым рейдом на Старые Санжары в июне 1709 года, где освободил русских пленныХ взятых в Веприке. Британский посланник Ч. Уитворт доносил об этом рейде следующее: «14-го [июня] генерал-лейтенант Генскин с шестью полками кавалерии и с полком пехоты отправлен был к Старым Сенжарам, где шведы оставили большинство пленных при небольшом гарнизоне из нескольких казаков. Неподалёку, однако, стоял и генерал-майор Крюйс с тремя кавалерийскими полками. Генерал Генскин отрядил часть своих войск занять эти полки, с остальными же атаковал город с такой энергией, что часа через два, даже менее, взял его приступом. В нём было около тысячи двухсот пленных; они во время штурма напали на гарнизон с тыла. В этом деле генерал Генскин захватил восемь знамён, а затем преследовал генерал-майора Крюйса до самого шведского лагеря».
Позже с отличием сражался под Полтавой, где с пятью драгунскими полками поддержал С. Ренцеля и принудил к капитуляции генерал-майора К. Г. Рооса. За заслуги получил в награду поместья.